# Луций Торий Бальб
Лу́ций То́рий Бальб (лат. Lucius Thorius Balbus; погиб в 79 году до н. э., предположительно, в Лузитании, Испания, Римская республика) — римский военный деятель, участник восстания Сертория.

## Биография
О жизни Луция Тория мало что известно. Благодаря упоминанию Марка Туллия Цицерона известно, что он являлся уроженцем Ланувия (на основании чего предполагается, что и народный трибун 111 до н. э., принадлежавший к Ториям, мог быть его земляком). Предположительно, около 105 года до н. э. Бальб заведовал чеканкой монет; его денарии — один из самых распространённых типов республиканского чекана. На аверсе монеты изображена Юнона Соспита, на реверсе — мчащийся бык и имя магистрата — L. THORIVS BALBVS. В какой-то момент, по мнению Эрика Грюна, Луций Торий был включён в состав сената, став таким образом homo novus («новым человеком»).
Следующее упоминание имени Бальба в сохранившихся источниках относится к событиям 79 года до н. э. На Пиренейском полуострове в это время шла гражданская война: марианец Квинт Серторий вёл борьбу против сулланского режима, сторонником которого был Луций Торий. Проконсул Дальней Испании Квинт Цецилий Метелл Пий планировал объединить силы с наместником соседней провинции Марком Домицием Кальвином, чтобы подавить мятеж. Для этого он, по мнению А. Шультена, направил своего легата Луция Тория Бальба (его номен верно называет лишь Луций Анней Флор, у Плутарха фигурирует другое имя, Тораний, но это — явная ошибка) в Ближнюю Испанию, однако в пути тот был перехвачен квестором Сертория Луцием Гиртулеем, потерпел поражение при Консабуре и погиб. Согласно отечественному антиковеду А. Короленкову, это случилось в Лузитании.

## Оценки личности
В философском трактате «О пределах блага и зла» (44 год до н. э.), посвящённом Марку Юнию Бруту, Цицерон так характеризует Луция Тория:
«Жил когда-то Л. Торий Бальб из Ланувия, которого ты не можешь помнить. Он так устроил свою жизнь, что невозможно было найти ни одного изысканнейшего удовольствия, которого у него не было бы в изобилии. Он был жаден до наслаждений и сведущ и изобретателен в них. Он был образован и настолько лишён всякого суеверия, что с презрением относился ко множеству священных обрядов и святилищ, существовавших на его родине, и настолько не боялся смерти, что легко встретил её в бою, сражаясь за родину.
Желаниям ставил он предел, руководствуясь не Эпикуровым делением, а своей пресыщенностью ими, однако заботился о своём здоровье, занимался гимнастикой, чтобы идти обедать с чувством голода и жажды, употреблял пищу не только самую вкусную, но и самую лёгкую для переваривания, вино пил, чтобы получить удовольствие и не причинить себе вреда; было у него и всё остальное, без чего, как говорит Эпикур, ему непонятно, что такое благо; не испытывал никаких страданий, а если бы испытывал, то мужественно переносил бы, и всё же чаще приглашал врачей, чем философов. Прекрасный цвет лица, крепкое здоровье, замечательное изящество, наконец жизнь, полная самых разнообразных наслаждений…»